# Hypena biangulata
Hypena biangulata är en fjärilsart som beskrevs av Fletcher 1961. Hypena biangulata ingår i släktet Hypena och familjen nattflyn. Inga underarter finns listade i Catalogue of Life.